# ドイツ国防軍女子補助員

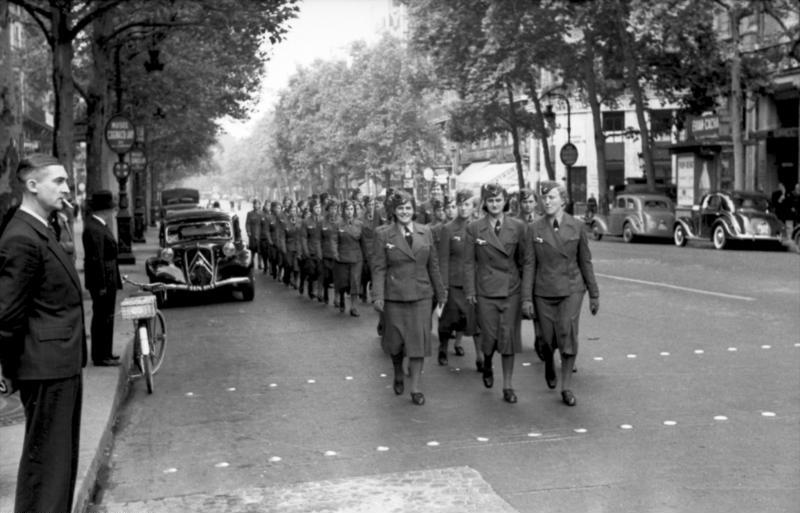
占領下のパリを行進する女子補助員（1940年）

ドイツ国防軍女子補助員（Wehrmachthelferin〈ヴェアマハトヘルフェリン〉）は、ナチス・ドイツ時代のドイツ国防軍に勤務した女性・女子のことである。国防軍の活動を支援する軍属と位置づけられていたものの、後には軍人と同等の任務にも従事した。愛称は稲妻娘（Blitzmädel, Blitzmädchen）。

## 名称
Helferin（ヘルフェリン）は、Helfer（英語のhelperと同語源）の女性形。繋ぎのS（Fugen-s）を入れたWehrmachtshelferin（ヴェアマハツヘルフェリン）という綴りが使われることもある。
稲妻娘（BlitzmädelあるいはBlitzmädchen）は、兵士らが好んで使った女子補助員の愛称である。時には多少軽蔑的な意味合いを帯びることもあった。彼女らがネクタイや袖に稲妻の徽章を付けていたことに由来する。これは国防軍および武装親衛隊における通信兵を示す兵科章と同じものだった。

## 活動

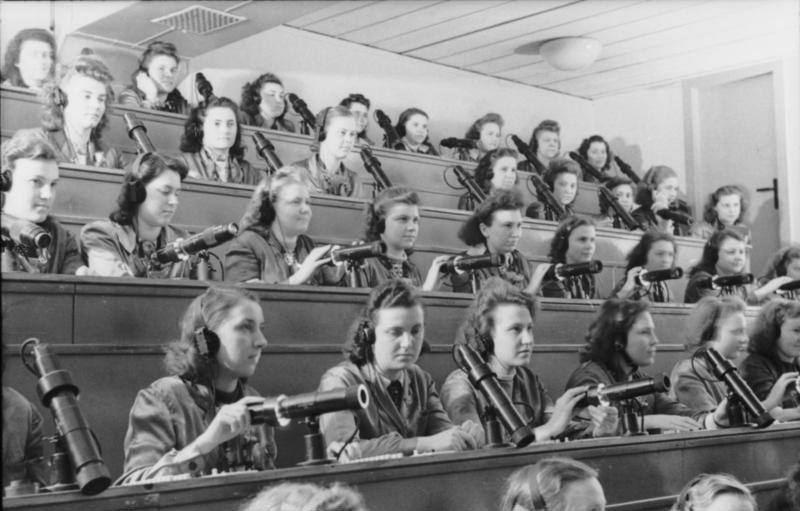
第4高射師団の司令室に勤務する女子通信補助員ら（1944年）

女性解放運動に否定的な考えを持っていたナチスの女性政策のもとで、女性が軍人となる考えは否定されていた。しかし、国防軍には女性の人員もおり、それが女性補助員（Helferin）であった。
短期および長期雇用者あわせて50万人以上の女性が国防軍女子補助員として勤務した。また、そのうち半数以上は自主的な志願者で、残りが臨時緊急労務者（notdienstverpflichtet）あるいは戦時補助兵役者（Kriegshilfsdienst）として徴兵された者だった。国防軍においては「臨時職員」（Behelfspersonal）と分類され、これはいわゆる自発的協力者たる捕虜（ヒヴィ）と同等であった。
補助員らはドイツ本国のみならず、比較的少数ではあるが、ポーランド総督府、占領下フランス、オストラント国家弁務官区、後にはユーゴスラビア、ギリシャ、イタリア、ルーマニアでも勤務した。彼女らは軍事的補助任務に従事し、軍の指揮下にあり、軍法の規定に従うことが求められた。

### 任務
女性補助員は多様な任務に従事した。

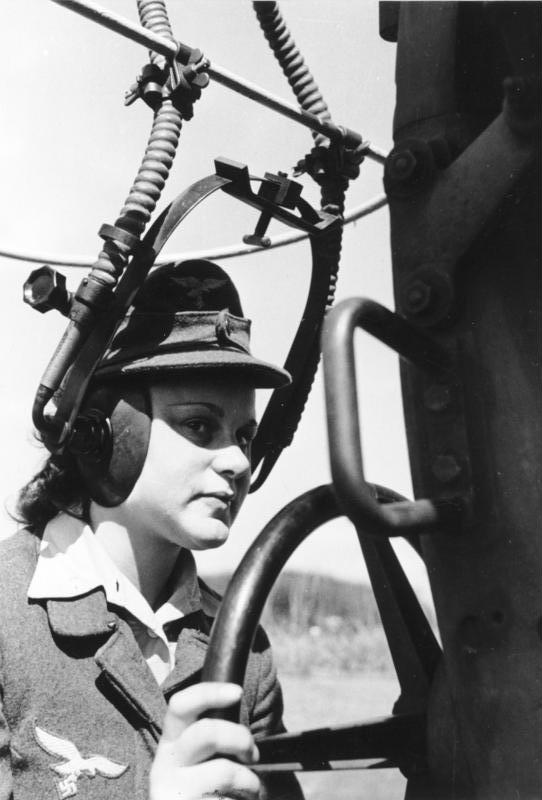
聴音機に付く防空補助員

- 電話交換手、テレタイピスト、無線士、タイピスト、事務補助員、伝令
- 本土防空における監視任務、航空監視、航空報告、気象観測、邀撃機の誘導、防空
- 高射砲の援護。探照灯の操作や緊急時の操砲など。
- 衛生任務（ドイツ赤十字社やその他団体によるいわゆる「自発的看護」（Freiwillige Krankenpflege）。ナチス・ドイツの看護（ドイツ語版）も参照）

補助員は、しばしば前線に送られた兵士たちの任務を引き継いだ。敗戦間際には、一部の部隊はほぼ全員が女性で構成されるほどになっていた。彼女らは最大で12週間の訓練を受けた。

### 事実上の兵士化

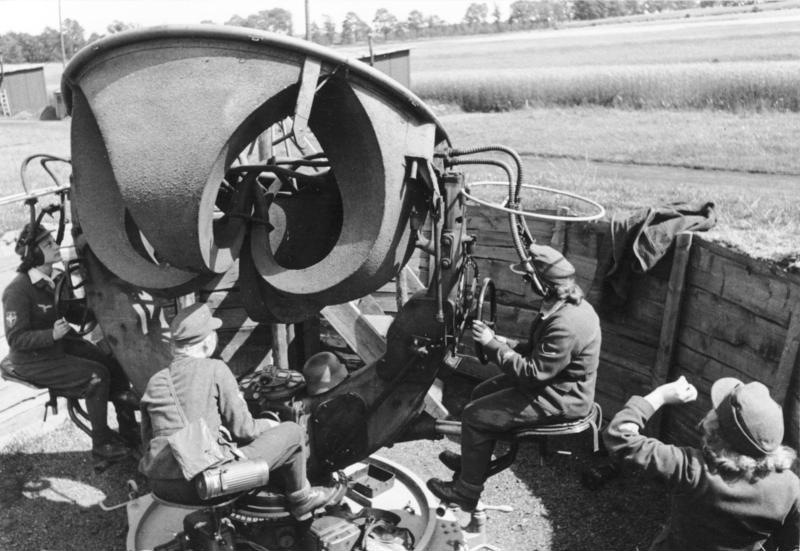
聴音機を操作する防空補助員ら（1943年）

大戦末期に至っても、補助員らが正式に「兵士」と呼ばれることはなかったが、実態として兵士と補助員の差はほとんどなくなっていた。1944年8月の時点で、空軍の防空部隊（Flugabwehrtruppe）においては、660,000人の男性兵士と450,000人の女子防空補助員が所属していた。高射砲の射撃時に空を照らす探照灯はほとんど全てが補助員の手で運用されていた。
1945年、防空補助員は自衛用にピストルを携帯することが認められた。1945年2月、従来は陸海空軍が個別に編成していた女子補助員が統合され、国防軍女子補助員軍団（Wehrmachthelferinnenkorps）が設置された。
国防軍女子補助員軍団への所属人数が最も多かったのは、1944年末から1945年初頭の時期である。同時期には多くの補助員、軍人、市民が、敵機による低高度攻撃、砲撃、疎開、飢餓、インフラの崩壊などに苦しめられた。
補助員のうち、戦死した人数、傷痍軍人として生き延びた人数、捕虜となった人数は定かではない。

## 戦後の評価
1978年、ミュンヘン連邦軍大学で社会史・現代史の教授を務めていたフランツ・ザイトラーは、著書『Frauen zu den Waffen?』および『Blitzmädchen』の中で、女子補助員の実態を調査した。また、補助員らが戦闘の支援任務に従事する中で、どの時点で戦闘員としての自覚を持ったのかについても調査した。

## 映画
- 1958年の映画『Blitzmädels an die Front』（ヴェルナー・クリンガー（ドイツ語版）監督）は、女子補助員を題材にした戦争映画である。